# Maulde
Maulde és un municipi francès, situat a la regió dels Alts de França, al departament del Nord. L'any 2006 tenia 955 habitants. Limita a l'est amb Mortagne-du-Nord, al sud-est amb Thun-Saint-Amand, al sud-oest amb Lecelles i al nord-oest amb Brunehaut.

## Demografia
| 1962                                       | 1968 | 1975 | 1982 | 1990 | 1999 | 2006 |
| ------------------------------------------ | ---- | ---- | ---- | ---- | ---- | ---- |
| 703                                        | 798  | 854  | 816  | 887  | 880  | 955  |
| Des de 1962: població sense dobles comptes |      |      |      |      |      |      |

## Administració
| Període   | Identitat        | Partit |
| --------- | ---------------- | ------ |
| 1986-2001 | Patrick Deltombe |        |
| 2001-     | Evelyne Guislain |        |